# Raquel Fernandes
Raquel Fernandes dos Santos (sinh ngày 21 tháng 3 năm 1991), thường được gọi là Raquel, là một cầu thủ bóng đá người Brazil chơi trong vai trò là một tiền đạo cho Ferroviária và đội tuyển quốc gia Brazil. Cô từng tham dự Giải vô địch bóng đá nữ thế giới 2015 do FIFA tổ chức.

## Sự nghiệp cấp câu lạc bộ
Raquel gia nhập Ferroviária vào năm 2010. Trong mùa giải Campeonato Paulista de Futebol Feminino năm 2013, cô ghi được sáu bàn thắng trong chiến thắng 19–0 của đội mình trước Botucatu.

## Sự nghiệp quốc tế
Cầu thủ Atlético Mineiro Raquel đại diện cho đội trẻ của Brazil tham gia lễ khai mạc Giải vô địch bóng đá nữ U-17 thế giới tổ chức tại New Zealand.  Cô được triệu tập tham gia vào đội hình đội tuyển quốc gia Brazil chính thức lần đầu tiên vào tháng 8 năm 2013 sau khi thể hiện tốt trong màu áo câu lạc bộ Ferroviária của cô.
Vào tháng 2 năm 2015, Raquel được đưa vào chương trình tập huấn 18 tháng nhằm chuẩn bị cho đội tuyển quốc gia của Brazil tham gia Giải vô địch bóng đá nữ thế giới 2015 tại Canada và Thế vận hội Mùa hè 2016. Tại World Cup, Raquel đã tham gia thi đấu trong bốn trận đấu của Brazil, ghi bàn trong lượt trận cuối vòng bảng với bàn thắng 1–0 trước Costa Rica. Sau trận thua 1– 2 của Brazil trước đội tuyển Úc, Raquel vẫn ở Canada trong vai trò một thành viên tuyển Brazil tham gia Đại hội Thể thao Liên châu Mỹ 2015 tổ chức tại Toronto.